# Magyar László (festő)
Magyar László (Csap, 1955. július 8. – 2016. július 9.) kárpátaljai magyar festő- és iparművész. A Magyar Művészeti Akadémia Képzőművészeti Tagozatának tagja (2005).

## Életpályája
Az ungvári Iparművészeti Szakiskolában érettségizett 1981-ben. Petreczky László, Gyemigyuk Viktor és Pál József voltak a mesterei. Szemléletére, stílusára nagy hatást gyakoroltak az impresszionisták, Csontváry Kosztka Tivadar, Munkácsy Mihály, Benczúr Gyula, Révész Imre festőművészete és a Kárpátaljai iskola képzőművészei. A táj- és a figurális ábrázolásban is tehetséges, tájképeket, csendéleteket és alakos képeket egyaránt alkotott, kiindulópontja a természeti látvány, amelybe mindig beleszőtte az emberi, filozofikus mondanivalót szimbólumok, allegóriák, mítoszok, mesék által felhasználva természetesen a 20. század modern festészeti eszközeit (montázs, kollázs).
Legtöbb képe olajfestmény, de akvarellezni is szeretett. Akvarelljein még inkább érzékelhető finom ecsetkezelése, gazdag színvilága, kompozícióinak kiegyensúlyozottsága, mely harmóniát sugároz. Kapcsolatot ápolt a kárpátaljai képzőművészekkel, sőt 1993 óta tagja volt a Kárpátaljai Magyar Képző- és Iparművészek Révész Imre Társaságának, 2002 óta elnökké választották, így a kárpátaljai képzőművészek szimpóziumainak, kiállításainak egyik fő szervezője lett. Az anyaországi, s más, az anyaország határain túl élő magyar képzőművészekkel is ápolta a kapcsolatot, együttműködött ukrán, ruszin képzőművészekkel is. Az ungvári pravoszláv templom vitrázsainak szentjeit Borisz Vasziljevvel, Vlagyimir Kuznyecovval alkotta 1992-ben.
Ungváron élt és alkotott, de műveivel gyakran szerepelt a legkülönbözőbb helyeken.
Ukrajnai és magyarországi köz- és magángyűjtemények őrzik alkotásait. Legnevezetesebb alkotásai közt szerepel: Zrínyi Ilona levelei; Árvíz a Latorcán; Pipacsok.

## Kiállításai (válogatás)

### Egyéni
- 1995 • Gyöngyszem Galéria, Pécs
- 2001 • Eperjes
- 2002 • Sellye
- 2003 • Pécs
- 2005 • Révész Imre Kiállítóterem, Beregszász
- 2008 • Ungvár
- 2010-2011 • Mezőkövesd[4]

### Csoportos
- 1993 • Kárpátaljai Magyar Képző- és Iparművészek Révész Imre Társaságának kiállítása, Árkád Galéria, Budapest • Kolpingház (Kolozsvári Lászlóval, Tóth Lajossal, Pálffy Istvánnal), Pécs • Bernáth Aurél emlékház, Marcali •  Művelődési Központ, Mezőkövesd
- 1995 • Kárpátaljai Magyar Képző- és Iparművészek Révész Imre Társaságának kiállítása, Kárpátaljai Képzőművészeti Múzeum, Ungvár • Kárpátaljai képzőművészek bemutatkozása, Művelődési Központ (Kolozsvári Lászlóval, Tóth Lajossal, Berecz Margittal, Jankovics Máriával, Riskó Györggyel), Pécsvárad • UA köztársasági kiállítás, Kárpátaljai Képzőművészeti Múzeum, Ungvár •  Művelődési Központ, Sellye
- 1996 • Kárpátaljai magyar képzőművészek bemutatkozása, MSZP székház, Budapest • Vajdasági és Kárpátaljai Művészek (MKIT), Magyarok Világszövetsége, Budapest.
- 1999 • Varsó
- 2000 • Hannover-EXPO
- 2003 • Kijev
- 2005 • Pécs
- 1999, 2000, 2003, 2005 • Ungvár

## Díjak, elismerések (válogatás)
- Csepel Önkormányzatának Fődíja (1996);
- A Sellyei Ormánsági Kulturális Alapítvány Nívódíja (2000);
- Magyar Köztársasági Arany Érdemkereszt (2007).